# ダンシング・レディ

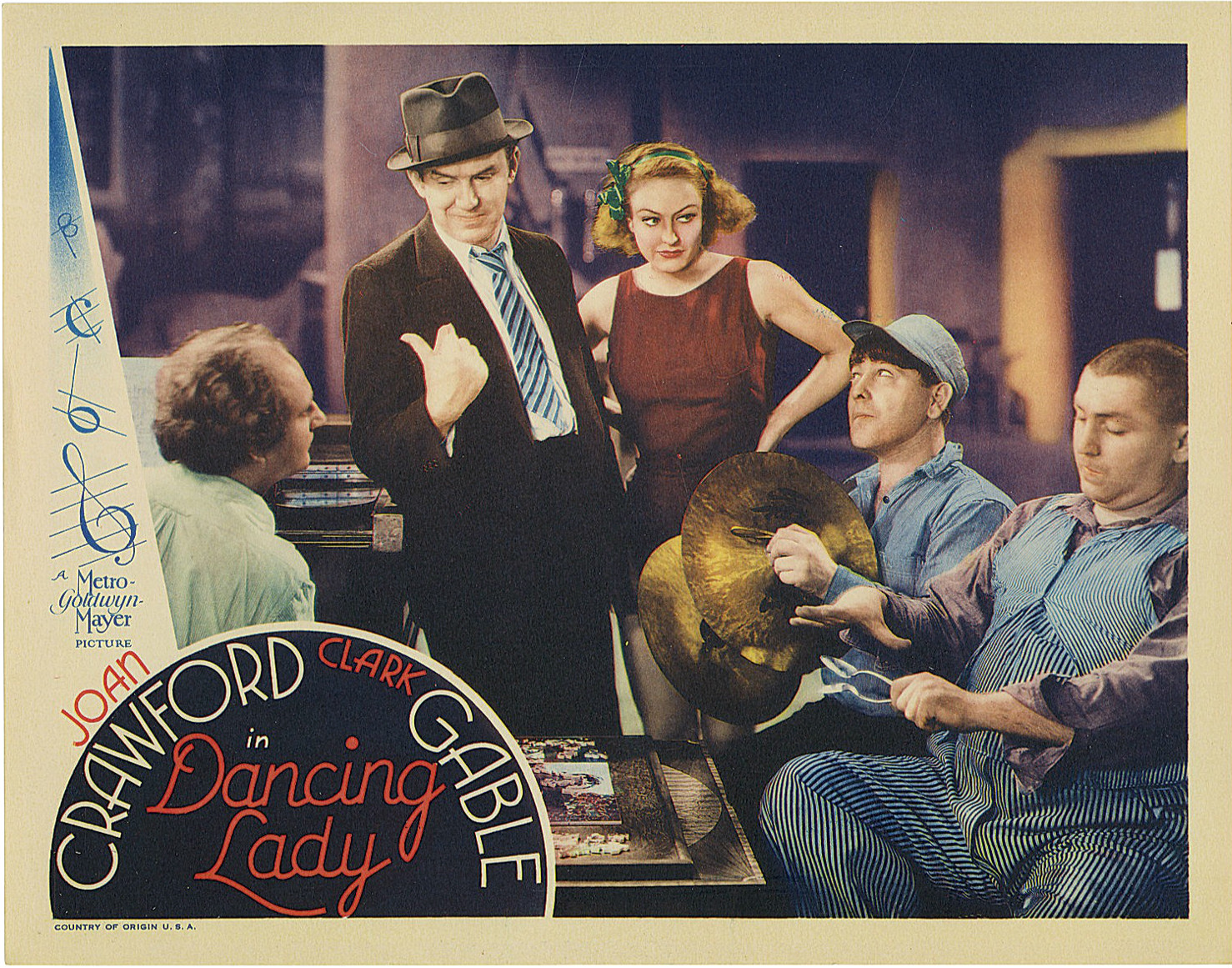
ロビーカード

『ダンシング・レディ』（原題：英語: Dancing Lady, 「踊る淑女」の意）は、1933年に製作・公開されたアメリカ合衆国の映画である。
メトロ・ゴールドウィン・メイヤー（MGM）の看板スターとなっていたジョーン・クロフォードとクラーク・ゲーブルが主演し、ロバート・Z・レナードが監督した。ブロードウェイで活躍していたフレッド・アステアの映画デビュー作でもある。

## キャスト
- ジェイニー・バーロウ：ジョーン・クロフォード
- パッチ・ギャラガー：クラーク・ゲーブル
- トッド・ニュートン：フランチョット・トーン
- ドリー（トッドの祖母）：メイ・ロブソン
- フレッド・アステア（本人として出演）
- ステージのスタッフ：三ばか大将

## スタッフ
- 監督：ロバート・Z・レナード
- 製作総指揮：デヴィッド・O・セルズニック
- 脚本：アレン・リヴキン、P・J・ウルフソン
- 撮影：オリヴァー・T・マーシュ
- 編集：マーガレット・ブース
- 美術：メリル・パイ
- 衣裳：エイドリアン
- 録音：ダグラス・シアラー